# Ади-Будда
Ади-Бу́дда (санскр. IAST: adi-buddha; «Первоначальный Будда») — в буддизме махаяны и ваджраяны олицетворение всех будд и бодхисаттв, их вневременное единство.

## Описание
Впервые Ади-Будда упоминается в тантрических текстах VII века, а развитие это понятие получило в учении Калачакры в X — XI векax. Ади-Будда воплощает собой дхармакаю, из которой происходят все будды созерцания (санскр. самбхогакая), земные будды (санскр. нирманакая) и всё мироздание. Представления об Ади-Будде, как о выражении единой подлинной реальности, как о «четвёртом Теле Будды» как интеграции Трёх тел (санскр. — свабхавика-кайя, «Самосущностное Тело») есть продолжение учения о «Трёх телах Будды» (санскр. — трикайя).

## Образы Ади-Будды
В Китае, Корее и Японии образ Ади-Будды развивался в виде вселенского будды Маха-Вайрочаны (с санскр. «Будда Великое Солнце») в школе сингон (Япония).
Другие отождествления в махаянской традиции Ади-Будды: Ваджрадхара (Кагью и другие школы тибетского буддизма), Самантабхадра (в традиции ньингма).
Иногда Ади-Будду отождествляют с образом Бога-Творца авраамических религий, с чем, как правило, не согласно большинство буддистов.